# 鶴保征城
鶴保 征城（つるほ せいしろ、1942年（昭和17年）2月10日 - ）は、日本の計算機科学者、実業家。

## 経歴・人物
1966年（昭和41年）大阪大学大学院工学研究科電子工学専攻修士課程修了後、日本電信電話公社（現・NTT）に入社する。1989年（平成元年）11月、日本電信電話ソフトウェア研究所長となり、1991年（平成3年）3月、工学博士（大阪大学）。のち、NTTデータ通信取締役開発本部長、同社常務取締役技術開発本部長を経て、1997年（平成9年）6月、NTTソフトウェア代表取締役社長となった。2003年（平成15年）6月、同社取締役相談役。同年、高知工科大学工学部情報システム工学科教授。2004年（平成16年）独立行政法人情報処理推進機構ソフトウェア・エンジニアリング・センター所長・経済産業省産業構造審議会臨時委員、2008年（平成20年）日本学術会議連携会員、2009年（平成21年）学校法人専門学校HAL東京校長、2010年（平成22年）テリロジー監査役就任。2018年（平成30年）6月5日、アドバンスト・ビジネス創造協会「RPA＋働き方改革コンソーシアム」の幹事長に就任した。2019年（平成31年）学校法人日本教育財団HAL名古屋校長就任。
2016年6月1日 トレノケート株式会社 顧問に就任。